# Vima Mică, Maramureș
Vima Mică este satul de reședință al comunei cu același nume din județul Maramureș, Transilvania, România.

## Etimologie
Etimologia numelui localității: Din Vima (din antrop. magh. Vilm(any) + suf. top. -a, prin disimilarea lui -l-) + Mică. 

## Istoric
Prima atestare documentară a satului Vima Mică este din anul 1390 (Vydma). 

## Monument istoric
- Biserica de lemn „Sfinții Arhangheli” (sec. XVII).

## Personalități
- Simion Balint (1821-1849), descendent al unei familii nobiliare de preoți greco-catolici din Vima Mică, la randul sau, a fost un protopop român greco-catolic, paroh în Roșia Montană, luptător pașoptist pentru drepturile națiunii române și prefect al Legiunii Auraria et Salinae sau Legiunea Arieșului.  A fost unul dintre fruntații revoluționari  români pașoptiști și a luptat alături de Avram Iancu.
- Demetriu Coroianu, memorandist [4].A fost preot greco-catolic și a ocupat diferite funcții în ierarhia  bisericească a Gherlei. Informația este cuprinsă în cartea preotului greco-catolic Victor Bujor "Canonicii Diecezei gr.cat. de Gherla 1857-1937. Biografii cu un scurt istoric al înființării Episcopiei și Capitolului catedral din Gherla și 26 reproduceri fotografice, Cluj 1937".

## Repere turistice
Râul Lăpuș, care străbate zona, a creat chei de o mare atracție turistică.

## Galerie de imagini

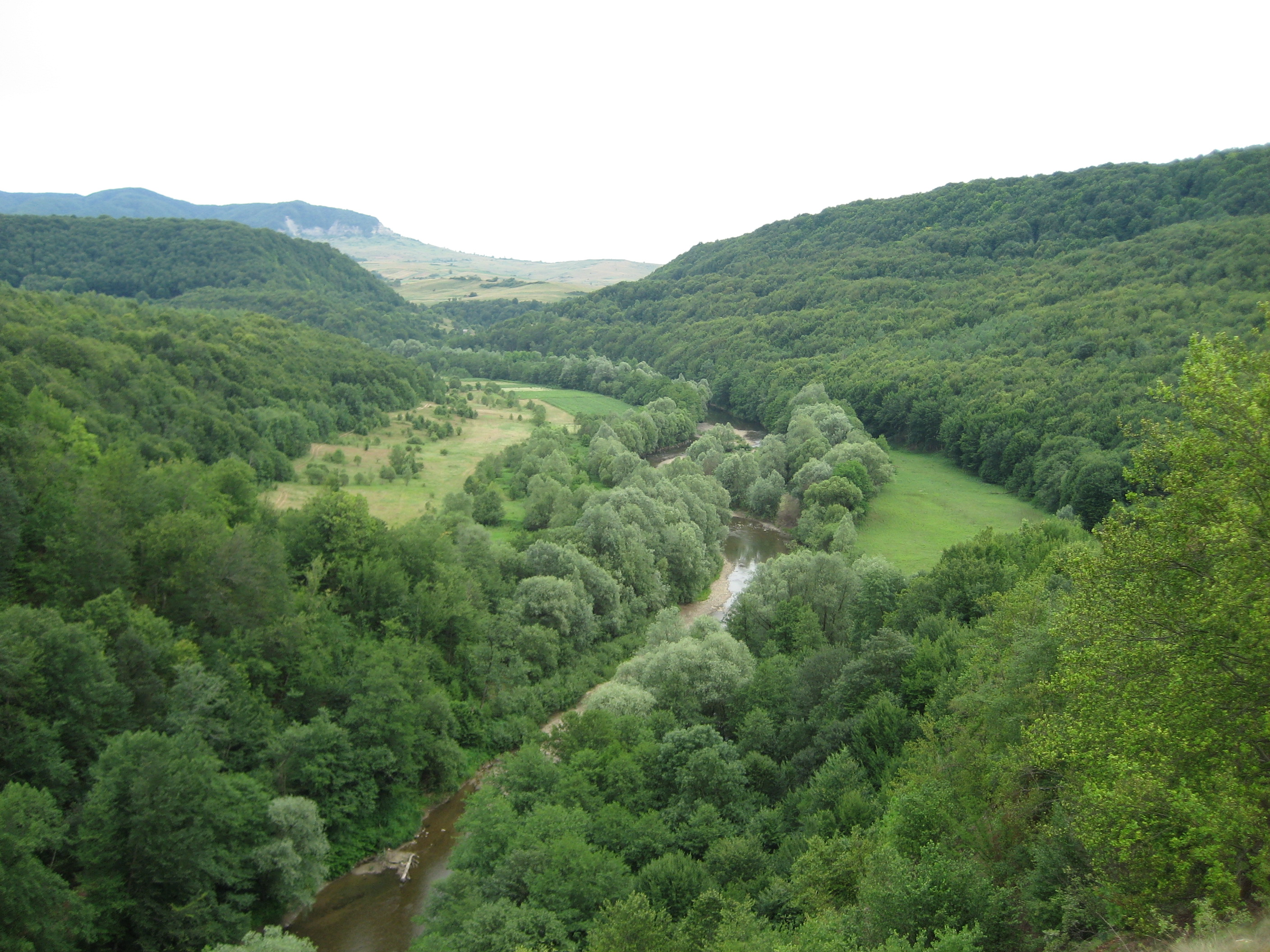
Vima Mică (Râul Lăpuș)
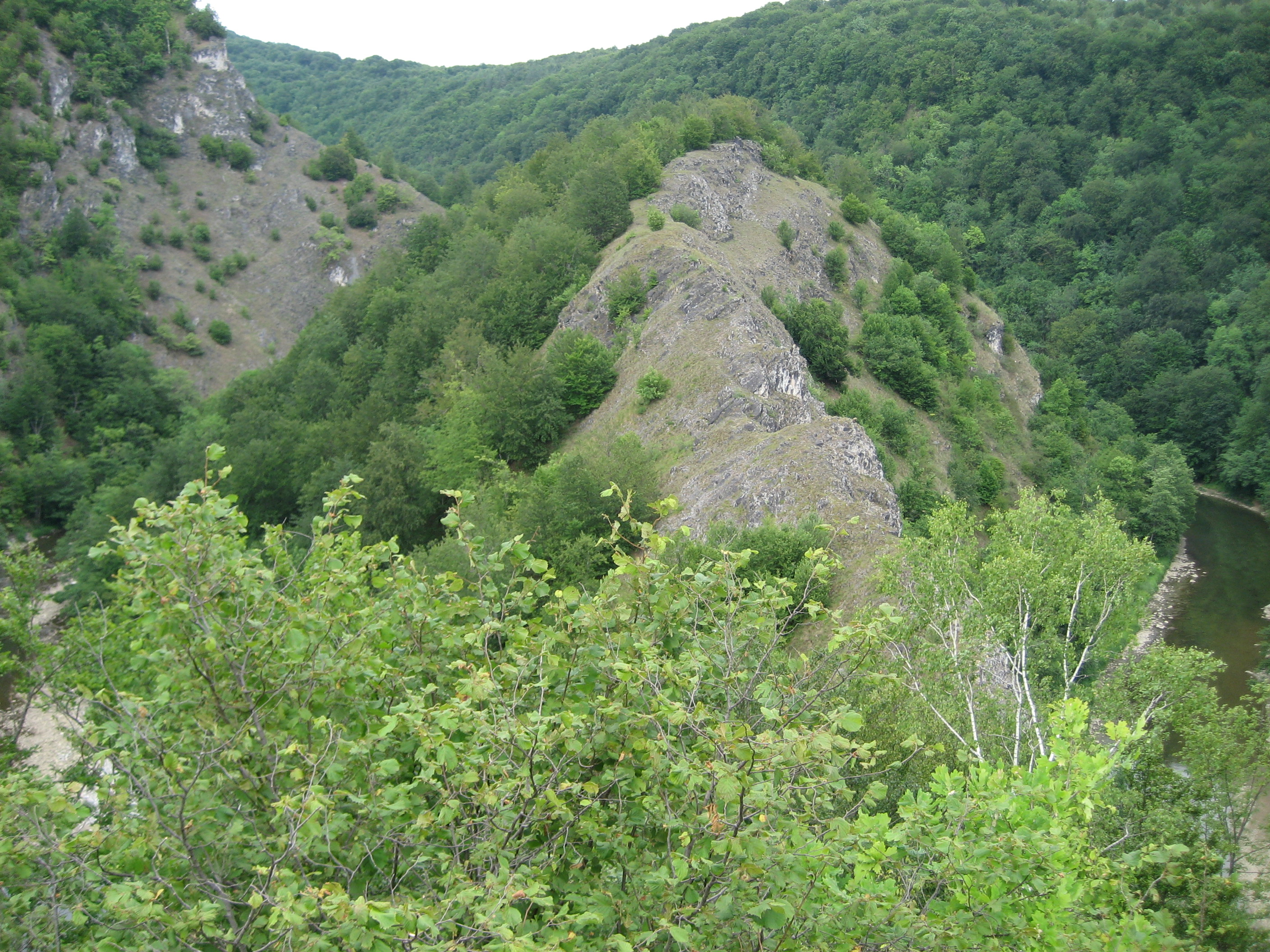
Vima Mică (Cheile Lăpușului)